# Коммунистическая партия Венесуэлы
Коммунистическая партия Венесуэлы (исп. Partido Comunista de Venezuela, PCV) — марксистско-ленинская партия в Венесуэле, на сегодняшний день является старейшей в стране. Молодёжным крылом партии является организация Коммунистическая молодёжь Венесуэлы (исп. Juventud Comunista de Venezuela), центральный печатный орган партии — газета «Народная трибуна» (исп. Tribuna Popular).

## История партии
Компартии в Венесуэле предшествовала Венесуэльская революционная партия (Partido Revolucionario Venezolano; PRV), основанная в 1926 году в Мексике венесуэльскими политэмигрантами. Через Густаво Мачадо она поддерживала контакты с Коминтерном. «Революционная континентальная группа» внутри партии стремилась превратить Венесуэлу в плацдарм мировой революции на Южноамериканском континенте.
Коммунистическая партия Венесуэлы (КПВ) была образована 5 марта 1931 года. Основателями партии стали ряд венесуэльских интеллектуалов, среди них историк Хуан Баутиста Фуэнмайор, антрополог Родольфо Кинтеро, поэт Пио Тамайо и др. Партия возникла во время диктатуры Хуана Гомеса и с самого начала была вынуждена действовать в подполье. В августе 1935 года КПВ была принята в Коминтерн.
I национальная конференция КПВ состоялась в августе 1937 года в городе Маракай. На ней были избраны руководящие органы, принят ряд мер, направленных на организационное укрепление партии.
КПВ поддерживала правительство генерала Медины Ангариты (1941—1945), однако официально партия была разрешена только после свержения авторитарного режима в августе 1945 года.
В 1946 году двое членов Компартии, Хуан Фуэнмайор и Густаво Мачадо, были избраны в Конституционную ассамблею и участвовали в принятии новой Конституции страны. В ноябре того же года состоялся I съезд КПВ, принявший политические тезисы и устав партии; в избранное руководство КПВ вошли Х. Б. Фуэнмайор, Х. Фариа и Г. Мачадо. В сентябре 1947 года была основана молодёжная организация КПВ, «Коммунистическая молодёжь Венесуэлы» (КМВ).
На президентских выборах 1947 года КПВ выдвинула своим кандидатом Г. Мачадо, который получил 3,33 % голосов (президентом был избран Р. Гальегос). На выборах в Конгресс, проходивших одновременно с президентскими, коммунисты получили 3,6 %, что обеспечило партии 3 места в Палате депутатов и 1 место в Сенате.
В августе 1948 года прошёл II съезд КПВ. На нём коммунисты призвали все прогрессивные силы страны сформировать единый фронт борьбы против империалистических монополий и внутренней реакции.
КПВ выступила против переворота (ноябрь 1948), в результате которого власть захватила военная хунта во главе с Дельгадо Чальбо. В мае 1950 года партия приняла участие в антиправительственной забастовке нефтяников, после чего её деятельность была запрещена. Во время диктаторского режима Переса Хименеса (1952—1958) Компартия находилась на нелегальном положении, её члены подвергались жестоким преследованиям.
В апреле 1951 года из КПВ был исключен один из её основателей и первый генеральный секретарь Х. Б. Фуэнмайор, несогласный с линией большинства партийного руководства; в дальнейшем КПВ возглавлял Хесус Фариа (генеральный секретарь до 1985).
В 1957 году КПВ выступила инициатором создания Патриотической хунты, поставившей своей целью свержение диктатуры, куда помимо неё вошли также представители Демократического действия, Демократического республиканского союза и Социал-христианской партии КОПЕЙ.
После свержения диктатуры в 1958 году Компартия вышла из подполья. На всеобщих выборах в декабре того же года коммунисты получили 9 мест в конгрессе, а поддержанный ими кандидат на пост президента от Демократического республиканского союза В. Ларрасабаль набрал почти 35 % голосов, уступив лишь Р. Бетанкуру.
В 1959 году при участии КПВ были созданы Единый центр трудящихся Венесуэлы (исп. Central Unitaria de Trabajadores de Venezuela) и Национальная крестьянская федерация.
Состоявшийся в марте 1961 года III съезд Компартии выдвинул задачу нанести поражение правительственной политике капитуляции перед империализмом США, постановил бороться за создание демократического и патриотического правительства всеми возможными способами, в том числе и с использованием методов вооружённой борьбы. Также на съезде были приняты политические тезисы и новый устав.
В мае 1961 года революционно настроенные военные при поддержке коммунистов и Революционного левого движения подняли в городах Карупано и Пуэрто-Кабельо восстания против правительства Р. Бетанкура. После их подавления КПВ была вновь запрещена, а многие из её руководителей, в том числе Альберто Ловера и генеральный секретарь Х. Фариа, брошены в тюрьмы, некоторые были вынуждены покинуть Венесуэлу. В стране развернулась вооружённая борьба, в которой активное участие приняли коммунисты.
В октябре 1965 года в Каракасе агентами политической полиции был арестован и убит один из руководителей компартии Альберто Ловера, его тело было позднее обнаружено со следами пыток.
После 1966 года КПВ отказалась от вооружённой борьбы, признав её бесперспективной в существующих условиях.
В феврале 1967 года КПВ организовала побег из тюрьмы Сан-Карлос трёх своих руководителей — Помпейо Маркеса, Г. Гарсиа Понсе и Теодоро Петкоффа. Состоявшийся в апреле того же года VIII пленум ЦК КПВ обратился ко всем демократическим силам с призывом создать широкий фронт гражданских и военных лиц ради достижения прогрессивных перемен, которые должны открыть путь к независимому развитию страны.
Будучи запрещённой партией, КПВ участвовала в парламентских выборах декабря 1968 года под названием «Объединение за прогресс» (исп. Unidos Para Avanzar — UPA), получив 6 мест в Национальном конгрессе.
В марте 1969 года правительство нового президента Р. Кальдеры легализовало Компартию. XIII пленум ЦК КПВ в мае того же года выступил за расширение антиимпериалистических мер в защиту суверенитета и независимости страны, за национализацию нефтяной промышленности и восстановление дипломатических и торговых отношений с Советским Союзом.
IV съезд Компартии (январь 1971) принял политическую декларацию, программу ближайших требований, новый устав и наметил линию борьбы против империализма, за глубокие социальные преобразования. На съезде из КПВ была исключена критиковавшая советскую модель коммунизма и подавление Пражской весны группа Петкоффа-Маркеса, обвинённая в оппортунизме и правом уклоне. Таким образом, в 1971 году от Компартии откололись сразу две новые левосоциалистические партии — «Движение к социализму» (созданная группой Теодоро Петкоффа и Помпейо Маркеса) и «Радикальное дело» (синдикалистской и «радикально-демократической» группы Альфредо Манейро).
Компартия активизировала свою деятельность, её численность к январю 1973 года увеличилась до 16 000 членов. Несмотря на это, результаты КПВ на всех последующих выборах оставались низкими в условиях существовавшей де-факто двухпартийной системы: основная борьба на политической арене шла между социал-демократами из Демократического действия и социал-христианской партией КОПЕЙ. Так на всеобщих выборах 1973 года коммунисты собрали 0,69 % голосов и получили 2 места в парламенте, а в 1978 году кандидат Компартии Э. Мухика набрал только 0,55 %. Даже на левом фланге КПВ значительно уступала таким партиям как Движение к социализму, созданному Петкоффым, и Народное избирательное движение.
На V съезде КПВ, прошедшем в июле 1974 года, была принята политическая декларация, внесены изменения в Устав партии. Съезд поставил задачу дальнейшего организационного укрепления КПВ, активизации деятельности всех коммунистов среди трудящихся масс, повышения уровня идеологической работы. Решением съезда из КПВ была исключена группа во главе с братьями Гарсиа-Понсе. В августе 1975 года компартия провела VII национальную конференцию, посвященную работе коммунистов в массах, в частности в профсоюзах.
8 августа|8—11 августа 1980 года в Каракасе состоялся VI съезд КПВ; на нём были приняты новая Программа партии и политическая декларация, Х. Фариа и Г. Мачадо были переизбраны генеральным секретарём и председателем партии соответственно. На следующем VII съезде, проходившем с 23 по 27 ноября 1985 года, Фариа занял пост председателя, а генеральным секретарем КПВ стал А. Охеда.
На президентских выборах в декабре 1993 года Компартия поддержала Р. Кальдеру, кандидата от христианско-демократической партии «Национальная конвергенция», который одержал победу с результатом 30,46 % голосов, однако вскоре КПВ перешла в оппозицию к новому правительству по причине несогласия с проводимой им социально-экономической политикой.

## Современное положение

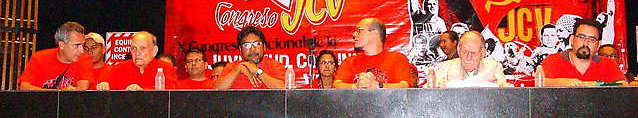
X Конгресс «Коммунистической молодёжи Венесуэлы», 2006 год.

В 1998 году коммунисты выступили в поддержку кандидата в президенты страны от левосоциалистической партии Движение за Пятую республику Уго Чавеса, который победил, получив 56,20 %. С тех пор Компартия поддерживает политический курс Уго Чавеса и его преемника Николаса Мадуро.
По итогам парламентских выборов в декабре 2005 года, которые бойкотировали ведущие партии оппозиции, коммунисты получили 3,78 % голосов, завоевав 7 мест в Национальной ассамблее (четвёртое по величине парламентское представительство).
С 3 по 4 марта 2007 года в Каракасе состоялся XIII внеочередной съезд КПВ, на котором обсуждался вопрос о возможном вхождении Компартии в создаваемую Уго Чавесом Единую социалистическую партию Венесуэлы (ЕСПВ). Съезд выразил поддержку политической линии президента, однако отказался присоединиться к ЕСПВ через самороспуск, что предлагал Чавес. КПВ заявила о необходимости создания Широкого антиимпериалистического фронта на национальном и континентальном уровне.
На выборах в октябре 2010 года выступила в блоке с «чавистской» ЕСПВ, получив одно место в Национальной Ассамблее вместо прежних семи, хотя общее число поданных за партию голосов значительно увеличилось с предыдущих выборов.
7 октября 2011 года КПВ вступила в блок «Большой патриотический полюс Симона Боливара», созданный с целью объединить политические и общественные силы, поддерживавшие Уго Чавеса на приближающихся выборах. На президентских выборах 2012 года Компартия принесла Чавесу 489 941 голос (3,29 % от общего количества или 5,98 % от голосов, поданных за Чавеса). На досрочных выборах президента в 2013 году КПВ обеспечила преемнику Чавеса Николасу Мадуро 283 678 голосов (1,89 % от всех голосов или 3,74 % от голосов, поданных за Мадуро). И в 2012 и в 2013 Компартия оказывалась второй среди чавистских партий по популярности, уступая только ЕСПВ.
Парламентские выборы 2015 года закончились первым с 1999 года поражением чавистов. Большинство мест в парламенте получил оппозиционный блок «Круглый стол демократического единства». Коммунистам удалось провести в Национальную ассамблею двоих депутатов.
В августе 2020 года КПВ вышла из Большого патриотического полюса и приняла участие в парламентских выборах в декабре отдельно от него, выставив собственный список депутатов. При этом в отношении партии властями страны были предприняты действия, призванные не допустить её участия в выборах. Партия обвиняла руководство ЕСПВ в правом повороте. На выборах в Национальную ассамблею в декабре 2020 года партия получила один мандат по партийным спискам.
11 августа 2023 года Верховный суд Венесуэлы признал деятельность КПВ незаконной и назначил новое руководство партии для устранения нарушений. Руководство партии обвинило членов ЕСПВ в создании альтернативной структуры КПВ на местах для узурпации правосубъектности Коммунистической партии Венесуэлы.

## Руководство партии
Согласно Уставу (принят на XI съезде), КПВ строится на основе принципа демократического централизма. Высшим органом партии является съезд, в промежутках между съездами — ЦК, который избирает Политбюро, генерального секретаря и председателя партии. Политбюро избирает Секретариат.

## Список руководителей
Генеральные секретари:
- август 1937 — декабрь 1946 — Хуан Баутиста Фуэнмайор

На I (объединительном) съезде (1946) был избран Секретариат, руководивший партией до 1953: Хуан Баутиста Фуэнмайор (исключен в 1951), Густаво Мачадо и Луис Эмиро Арриета (заменён на Хесуса Фариа в 1948). В 1953 году должность генерального секретаря была восстановлена.
- 1953—1985 — Хесус Фариа
- 1985—1990 — Алонсо Охеда Олаэчеа
- 1990—1996 — Трино Мелеан
- 1996—по настоящее время — Оскар Фигера

Председатели:
- 1971—1983 — Густаво Мачадо
- 1985—1990 — Хесус Фариа
- ? — 2006 — Педро Ортега Диас
- 2006—2013 — Херонимо Каррера

## Съезды и важнейшие конференции КПВ
- I национальная конференция — август 1937, Маракай;
- I (объединительный) съезд — ноябрь — декабрь 1946, Каракас;
- II съезд — август 1948, Каракас;
- VI национальная конференция — апрель 1951, штат Яракуй;
- III съезд — март 1961, Каракас
- IV съезд — январь 1971, Каракас;
- V съезд — июль 1974, Каракас;
- VI съезд — 8—11 августа 1980, Каракас;
- VII съезд — 23—27 ноября 1985, Каракас;
- VIII съезд — 1990 ?;
- IX съезд — 199?;
- X съезд — ноябрь 1996, Каракас;
- XI съезд — 8—10 марта 2002, Каракас;
- XII съезд — 21—24 июля 2006, Каракас;
- XIII (внеочередной) съезд — 3—4 марта 2007, Каракас;
- XI национальная конференция — 1—2 сентября 2007, Каракас;
- XIV съезд — 4—7 августа 2011, Каракас.
- XV съезд — 22—25 июня 2017[6], Каракас.